# توکانچه آبی‌نواری
توکانچه آبی‌نواری(نام علمی: Aulacorhynchus coeruleicinctis) نام یک گونه از سرده توکانچه سبز است.